# Dorothy Anstett
Dorothy Catherine Anstett (Kirkland, 1948) è una modella statunitense.

## Carriera
Dorothy Anstett partecipa al concorso Miss Washington nel luglio 1967 e si classifica al secondo posto. Nell'anno successivo, ripartecipa al concorso e stavolta ottiene il titolo diventando Miss Washington 1968. Il 19 maggio 1968 la Anstett ottiene anche la corona di Miss USA, e nel corso dello stesso anno rappresenta gli Stati Uniti anche a Miss Universo 1968, dove si piazza alla quinta posizione.
Dorothy Anstett è stata sposata con il giocatore di basket Bill Russell dal 1977.